# Stéphanie Nicot
Œuvres principales
- Changer de sexe. Identités transsexuelles (2006)
- Incontournables de la fantasy (2012)

Stéphanie Nicot, née le 13 mai 1952 à Saint-Brieuc, est une essayiste, anthologiste et critique littéraire française notamment dans les domaines de la science-fiction et de la fantasy.

## Biographie
Stéphanie Nicot est licenciée en lettres modernes et en information-communication. Elle exerce différentes professions avant d’enseigner les lettres et l’histoire en lycée professionnel, puis de se consacrer entièrement à la littérature.
Elle est engagée pour le droit des personnes trans. Assignée garçon à la naissance et alors prénommée Stéphane Nicot, elle a fait sa transition vers 2003. En 2004, elle participe à la fondation de l'association Trans Aide à Nancy, qui devient par la suite l'Association nationale transgenre. Elle en est la présidente jusqu'à qu'elle soit nommée à la tête de la Fédération LGBT en 2014,. Elle publie avec Alexandra Augst-Merelle l'ouvrage Changer de sexe : Identités transsexuelles, aux éditions Le Cavalier Bleu en 2006. En 2011, son mariage avec son épouse, le jour d'une marche des fiertés, alors qu'elle n'a pas changé son sexe à l'état-civil, est un des premiers mariages homosexuels en France avant l'ouverture du mariage pour tous.

## Carrière littéraire
De 1996 à 2007, Stéphanie Nicot est rédactrice en chef de la revue Galaxies. En 2001, elle fonde les éditions Imaginaire sans frontières. Elle compte parmi les spécialistes des littératures de l'imaginaire. Elle assure la direction artistique du festival littéraire Les Imaginales depuis sa création à Épinal en 2002. Elle en coordonne l'ensemble des anthologies éditées à la suite des différentes éditions, telles Magiciennes et Sorciers, Victimes et Bourreaux ou Les coups de cœur des Imaginales,.
Son éviction des Imaginales par la mairie d'Épinal, à la suite de l'édition 2022, se fait dans un contexte très polémique : l'édition 2021 ayant été l'occasion de plusieurs dénonciations du sexisme du milieu de l'édition, l'organisation du festival a sanctionné - contre semble-t-il l'avis de Nicot - les personnalités protestataires. Aussi l'édition 2022 a été à nouveau l'occasion d'actes de protestation contre la direction, actes que Nicot dit avoir soutenu personnellement. 
Depuis 2016, elle dirige la collection science-fiction des éditions Scrineo.

## Publications

### Anthologies
- avec Jean-Marc Gouanvic, Espaces imaginaires 1, Trois-Rivières, Les Imaginoïdes, 1983 (ISBN 2-920513-00-1) Réunit 10 nouvelles inédites de science-fiction francophone.
- avec Jean-Marc Gouanvic, Espaces imaginaires 2, Trois-Rivières, Les Imaginoïdes, 1984 (ISBN 2-920513-01-X) Réunit 10 nouvelles inédites de science-fiction francophone.
- Futurs intérieurs, Éditions OPTA, coll. « Fiction spécial » (no 34), 1984 Réunit 11 nouvelles inédites de science-fiction francophone.
- avec Jean-Marc Gouanvic, Espaces imaginaires 3, Trois-Rivières, Les Imaginoïdes, 1985 (ISBN 2-920513-02-8) Réunit 6 nouvelles inédites de science-fiction francophone.
- avec Jean-Marc Gouanvic, Espaces imaginaires 4, Trois-Rivières, Les Imaginoïdes, 1986 (ISBN 2-920513-03-6) Réunit 4 nouvelles inédites de science-fiction francophone.
- Hyperfuturs, Galaxies, coll. « Galaxies hors-série » (no 3), 2000 Réunit 13 nouvelles inédites de science-fiction française.
- avec France-Anne Ruolz, Les Navigateurs de l'impossible, Nancy, Imaginaires sans frontières, 2001, 462 p. (ISBN 2-84727-003-5) Réunit les 21 nouvelles lauréates du Prix Rosny aîné de 1980 à 2000.
- Détectives de l'impossible, Paris, J'ai lu, coll. « Millénaires » (no 6047), 2002, 443 p. (ISBN 2-290-31877-9) Réunit 15 nouvelles de science-fiction policière.
- Rois et Capitaines, Paris, Mnémos, coll. « Icares » (no 133), 2009, 310 p. (ISBN 978-2-35408-052-5) Réunit 12 nouvelles de fantasy française.
- Magiciennes et Sorciers, Lyon, Mnémos, coll. « Fantasy », 2010, 283 p. (ISBN 978-2-35408-079-2) Réunit 14 nouvelles de fantasy française.
- Victimes et Bourreaux, Saint-Laurent-d'Oingt, Mnémos, coll. « Fantasy », 2011, 237 p. (ISBN 978-2-35408-118-8) Réunit 12 nouvelles de fantasy française.
- avec Jean-Claude Dunyach, Dimension Galaxies, Encino (Calif.), Black Coat Press, coll. « Rivière blanche », 2011, 400 p. (ISBN 978-1-61227-013-5) Réunit 15 nouvelles de science-fiction francophone parues dans la revue Galaxies entre 1996 et 2007.
- Incontournables de la fantasy, Paris, Flammarion, coll. « Castor Poche », 2012, 143 p. (ISBN 978-2-08-123371-3) Réunit des extraits de romans et six nouvelles de fantasy, dont trois inédites.
- Les Coups de cœur des Imaginales, Chambéry, Actu SF, coll. « Les Trois souhaits », 2013, 234 p. (ISBN 978-2-917689-51-6) Réunit 10 nouvelles inédites de fantasy francophone par des auteurs distingués au festival Imaginales de 2004 à 2013.
- Destinations : anthologie des Imaginales 2017, Saint-Laurent-d'Oingt, Mnémos, 2017, 255 p. (ISBN 978-2-35408-576-6) Réunit 14 nouvelles francophones de fantasy  et de science-fiction.
- avec Alain Grousset, Anthologie du monstre, Vanves, Le Livre de poche, coll. « Le Livre de poche jeunesse », 2017, 219 p. (ISBN 978-2-01-701007-4) Réunit des nouvelles d'auteurs classiques ou contemporains.
- Créatures : anthologie des Imaginales 2018, Mnémos, 2018 (ISBN 978-2-35408-650-3) Réunit 14 nouvelles francophones de fantasy  et de science-fiction.
- Natures : anthologie des Imaginales 2019, Saint-Laurent-d'Oingt, Mnémos, 2019, 288 p. (ISBN 978-2-35408-736-4) Réunit 14 nouvelles francophones de fantasy  et de science-fiction.
- Frontières : anthologie des Imaginales 2021, Saint-Laurent-d'Oingt, Mnémos, 2021, 240 p. (ISBN 978-2-35408-786-9) Réunit 14 nouvelles francophones de fantasy  et de science-fiction.
- Et si Napoléon : 13 récits d'uchronies napoléoniennes, Saint-Laurent-d'Oingt, Mnémos, 2021, 256 p. (ISBN 978-2-35408-907-8) Réunit 13 nouvelles francophones de fantasy  et de science-fiction.
- avec la collaboration de Ketty Steward, Afrofuturisme(s) : l'avenir change de visage : anthologie des Imaginales 2022, Saint-Laurent-d'Oingt, Mnémos, 2022, 320 p. (ISBN 978-2-35408-976-4) Réunit 19 nouvelles de fantasy  et de science-fiction.

### Essais
- avec Christiane Pedersen, La Science-fiction : Une fenêtre sur l'avenir, vol. 715, Centre national de documentation pédagogique, coll. « Textes et documents pour la classe », 1996.
- avec Denis Guiot et Alain Laurie, Dictionnaire de la science-fiction, vol. 1510, Le Livre de poche, coll. « Le Livre de poche jeunesse », 1998 (ISBN 2-01-321572-X).
- avec Alexandra Augst-Merelle (préf. Martin Winckler), Changer de sexe : identités transsexuelles, Paris, Cavalier bleu, 2006, 187 p. (ISBN 2-84670-142-3).